# NGC 1989
NGC 1989 (hay còn gọi là ESO 423-21) là một thiên hà dạng hạt đậu trong chòm sao Thiên Cáp. Nó cách Dải Ngân hà khoảng 482 triệu năm ánh sáng. Thiên hà được John Herschel phát hiện vào ngày 28 tháng 1 năm 1835. Độ lớn biểu kiến của nó là 12,9  và kích thước của nó là 1,40 x 1,1 phút cung.